# 1690 en littérature
| Années de la littérature : 1687 - 1688 - 1689 - 1690 - 1691 - 1692 - 1693    |
| Décennies de la littérature : 1660 - 1670 - 1680 - 1690 - 1700 - 1710 - 1720 |

Cet article présente les faits marquants de l'année 1690 en littérature.

## Événements
- 5 octobre : création en Italie d’une Académie romaine, l’Academia dell’Arcadia, (« Académie d'Arcadie ») qui se donne pour but d’exterminer le mauvais goût[1].

## Parutions

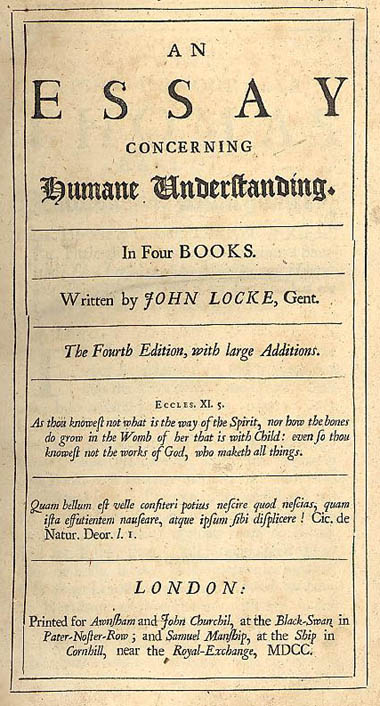
John Locke - Essay Concerning Human Understanding

- Février : John Locke, Two Treatises of Government : « Traité du gouvernement civil », Londres, Awnsham Churchill, 1690 (présentation en ligne)[2]. Il s’oppose à l’esclavage.

- Mars : John Locke, Essay Concerning Human Understanding : « Essai sur l'entendement humain », Londres, Thomas Basset, 1690 (présentation en ligne)[2].
- 14 août : achevé d’imprimer de l'ouvrage d'Adrien Baillet, Auteurs déguisés sous des noms étrangers, empruntés, supposés, faits à plaisir, chiffrés, renversés, retournés ou changés d'une langue en une autre., Paris, Antoine Dezallier, 1690 (présentation en ligne).
- 1er octobre : achevé d’imprimer du pamphlet huguenot anonyme Les Soupirs de la France esclave, qui aspire après la liberté, Amsterdam, 1690 (présentation en ligne), attribué au pasteur Pierre Jurieu, opposé à l’absolutisme[3].

- Gilles Ménage, Historia mulierum philosopharum : « Histoire des femmes philosophes », Lyon, Anissonios, Joan. Posuel, & Claudium Rigaud, 1690 (présentation en ligne)

- Antoine Furetière, Dictionnaire universel, La Haye-Rotterdam, Arnout & Reinier Leers (présentation en ligne), première édition en trois tomes.

- William Petty, Political Arithmetick : « L’arithmétique politique », London, Robert Clavel and Henry Mortlock, 1690 (présentation en ligne), troisième édition posthume, qui fait le bilan des colonies anglaises.
- Thomas Browne, A letter to a friend : « Lettre à un ami », London, Charles Brome, 1690 (présentation en ligne).

## Décès
- 9 mars : Jacques Wallius, poète flamand de langue latine